# Lettlands herrlandslag i basket
Lettlands basketlandslag representerar Lettland i basket.

## Meriter
- - EM-guld 1935
  - EM-silver 1939